# Poisson-Boltzmann-ligningen
I plasmaer og elektrolytter beskriver Poisson-Boltzmann-ligningen, hvordan det elektriske felt spreder sig pga. elektrisk skærmning; dvs. når ladninger udligner hinanden. Den lineariserede version kaldes for Debye-Hückel-ligningen. 
Ligningen er opkaldt efter Siméon Denis Poisson og Ludwig Boltzmann, men modellen blev oprindeligt formuleret uafhængigt af Louis Georges Gouy og David Leonard Chapman i henholdsvis 1910 og 1913.

## Udledning
Det elektriske felt {\displaystyle {\vec {E}}} fra en ladningsdensitetet {\displaystyle \rho } er generelt givet ved Gauss' lov:
{\displaystyle \nabla \cdot {\vec {E}}={\frac {\rho }{\varepsilon }}}
Det elektriske potential {\displaystyle \varphi }, dvs. potentiel energi pr. ladning, er relateret til det elektriske felt ved
{\displaystyle {\vec {E}}=-\nabla \varphi }
og derfor er det relateret til ladningsdensiteten ved en Poisson-ligning:
{\displaystyle \nabla ^{2}\varphi =-{\frac {\rho }{\varepsilon }}}
Plasma og elektrolytter består af mobile ladninger i form af ioner og elektroner. Densiteten {\displaystyle n_{s}} af hver af disse giver samlet ladningsdensiteten:
{\displaystyle \rho =e\sum _{s}Z_{s}n_{s}}
Indsættes udtrykket for ladningsdensiteten i relationen for det elektriske potential, ses det, at
{\displaystyle \nabla ^{2}\varphi =-{\frac {e}{\varepsilon }}\sum _{s}Z_{s}n_{s}}
Interaktionsenergien {\displaystyle E_{s}} mellem en ladningsbærer og det elektriske felt er givet ved:
{\displaystyle E_{s}=eZ_{s}\varphi }
Densiteten kan dermed findes vha. Boltzmann-fordelingen:
{\displaystyle n_{s}=n_{s}^{\circ }e^{-{\frac {E_{s}}{k_{B}T}}}=n_{s}^{\circ }e^{-{\frac {eZ_{s}\varphi }{k_{B}T}}}}
hvor {\displaystyle n_{s}^{\circ }} er densiteten, hvis potentialet er nul. Det antages her, at hele systemet har opnået termodynamisk ligevægt og dermed har samme temperatur {\displaystyle T} overalt. Dermed bliver ligningen for {\displaystyle \varphi }:
{\displaystyle \nabla ^{2}\varphi =-{\frac {e}{\varepsilon }}\sum _{s}Z_{s}n_{s}^{\circ }e^{-{\frac {eZ_{s}}{k_{B}T}}\varphi }}
Hvis der er eksterne ladninger {\displaystyle \rho _{\text{ext}}} kan de lægges til:
{\displaystyle \nabla ^{2}\varphi =-{\frac {e}{\varepsilon }}\sum _{s}Z_{s}n_{s}^{\circ }e^{-{\frac {eZ_{s}}{k_{B}T}}\varphi }-{\frac {\rho _{\text{ext}}}{\varepsilon }}}
Dette er Poisson-Boltzmann-ligningen. Ud fra denne differentialligning kan {\displaystyle \varphi } findes, skønt det ofte er nødvendigt at finde en numerisk løsning.
Alternativt kan den lineariseres, hvilket giver Debye-Hückel-ligningen.